# 琉璃井
琉璃井，亦称金波井，位于山西省忻州市代县上馆镇东北街村琉璃井街西侧，原五道庙附近，已列为代县文物保护单位。
代州金波井自宋以后，因水味甘美，以酿造黄酒“金波酒”著称。现存琉璃井为长方形平面，长1.15米，宽0.95米，四个井眼直径0.33米。宋代与金波井齐名的另一处酿造黄酒的水源“玉液井”，俗称甜水井，酿造名酒“琼酥”，位于代县城内边靖楼后。

## 保护
2010年，代县在“三普”中发现琉璃井文物。已列为代县文物保护单位。